# Дулицьке
Дули́цьке — село в Україні, у Сквирській міській громаді Білоцерківського району Київської області. Населення становить 760 осіб.

## Населення

### Мова
Розподіл населення за рідною мовою за даними перепису 2001 року:
| Мова            | Кількість | Відсоток |
| --------------- | --------- | -------- |
| українська      | 748       | 98.42%   |
| російська       | 11        | 1.45%    |
| інші/не вказали | 1         | 0.13%    |
| Усього          | 760       | 100%     |

## Відомі люди
- Антоній (Фіалко) (нар. 1946) — архієрей Української Православної Церкви Московського патріархату, митрополит Макарівський, вікарій Київської митрополії УПЦ МП. Є одним із найстарших єпископів УПЦ МП в Україні.
- Ганенко Тамара (нар. 1961, 7 грудня) — філологиня, поетеса, письменниця, журналістка, комп'ютерний дизайнер, художниця. Лауреат Білоцерківської молодіжної літературно-мистецької премії 1993 року.  Авторка кількох книг  ("Тече Раставиця", 1992), "Із тернами в серці", 2003), "Смак щастя", 2015) та численних публікацій у друкованих виданнях та інтернетних збірках України, США, Канади, Англії та інших країн. Картини художниць Тамари Ганенко та її сестри Лесі Ганенко зберігаються в багатьох приватних колекціях США, Канади, Італії й інших країн.  Батьки Тамари та Лесі: Василь Григорович Ганенко, 1919 - 1973, (уродженець села Дулицьке, баяніст, завідував свого часу Дулицьким будинком культури, також працював трактористом, комбайнером; його батьки Григорій і Варвара загинули в Дулицькому 1933 року, в часи страшного Голодомору, як і два старші брати Григорій та Микола, що пішли з села і загубилися в світах), і Ольга Степанівна Батюта, 1929 р.н. (з Чернігівщини, село Кладківка Ніжинського району), працювала вчителькою хімії в Дулицькому).
- Мізін Леонід Васильович — радянський військово-морський діяч, адмірал. Начальник Тилу ВМФ — заступник із тилу Головнокомандувача ВМФ СРСР.

## Місцеві роди
- Савицькі.
- Браницькі.

### Дрібна шляхта
Шляхетська ведомость  1811 року жовтня місяца, Васильківського повіту Київської губерні о «жительствующей на землях его сиятельства графа и кавалера Браницкого в селе Дулицком чиновой шляхте мужеского пола». 
В селе Дулицком по ревизии 1795р :
- Целицький (Cieliński (PK -римокатолики)
- Хмара (Chramara (PK -)
- Целицький (Cielecki (PK -)
- Целицький(Cielecki (PK -)
- Садовський
- Слодкевич
- Савицький
- Радкевич